# Совзнаки
Совзна́ки (расчётные знаки РСФСР, денежные знаки РСФСР и денежные знаки СССР) — бумажные денежные знаки, выпущенные Народным комиссариатом финансов РСФСР в 1919 и имевшие хождение в Советской России и СССР до 1924 года. В связи с эмиссионной политикой были подвержены значительному обесцениванию.
Принимались только на территории, контролируемой советской властью — в РСФСР, Белоруссии, Туркестане, на Украине, в Закавказье. В отличие от всех прочих выпущенных денег, совзнаки не признавались белыми властями.
Совзнаки, фактически являясь деньгами, официально деньгами не назывались, так как заявленной целью советского правительства было построение коммунистического общества, в котором деньги будут отсутствовать. Словосочетание «денежный знак» появилось только на банкноте образца 1922 года.
Начиная с 1922 года, в СССР параллельно действовала ещё одна денежная единица — «червонец». При этом «червонец» являлся валютой с устойчивой ценой, а совзнаки с падающей. Быстрое обесценивание совзнаков было вызвано их ускоренной эмиссией для покрытия бюджетного дефицита.
Советские знаки обесценивались настолько быстро, что неоднократно проводилась их деноминация:
- при выпуске совзнаков образца 1922 года 1 рубль новых денежных знаков приравнивался к 10 000 старых;
- при выпуске совзнаков образца 1923 года 1 рубль новых денежных знаков приравнивался к 100 рублям образца 1922 года или 1 000 000 более старых.

Согласно декрету СНК СССР от 7 марта 1924, эмиссия совзнаков была прекращена, а выпущенные банкноты подлежали выкупу по соотношению 1 рубль золотом (казначейскими билетами) за 50 000 рублей совзнаками образца 1923 года. Банкноты более ранних выпусков также обменивались по курсу 1 рубль за 5 000 000 рублей образца 1922 года или 1 рубль за 50 000 000 000 рублей более ранних выпусков.

## Выпуски и номиналы
После Февральской революции 1917 года встал вопрос о выпуске новых денег. В течение лета и начале осени в обращении появились «думки» — кредитные билеты номиналом 250 и 1000 рублей, а также «керенки» — казначейские знаки 20 и 40-рублёвого достоинства.
Однако, вместе с тем в стране велась работа над созданием серии новых разменных денежных знаков, достоинством от 1 до 1000 рублей. С этой целью были разработаны эскизы и созданы инструменты, применявшиеся при изготовлении оттисков новых билетов всех номиналов. Но по причине возникших трудностей, последующей эвакуации в Пензу части необходимого оборудования Экспедиции заготовления государственных бумаг (которая в дальнейшем будет преобразована в Гознак), а затем смены власти и символики, эти деньги так и не вышли в обращение.
В собрании Гознака в настоящее время хранятся проектные рисунки этих знаков и альбом с пробными оттисками. На них — эмблемы Временного правительства и дата «1917», но это изделие, судя по записи на его обложке, появилось уже в 1921 году, когда ни Временного правительства, ни его символов уже не было.
Дело заключалось в том, что в 1921 в Советской России началась подготовка к денежной реформе, которая должна была прекратить обращение старых, обесценившихся купюр — «совзнаков». Именно тогда власти вспомнили о несостоявшейся серии 1917 года.
Из запасников извлекли инструменты и отпечатали пробные оттиски, добавив кое-где гербы РСФСР вместо устаревших орлов. А через год в обращение были выпущены новые купюры образца 1922 года. От не появившихся в обороте знаков они отличались только текстами и другими государственными эмблемами.
Правда, купюры достоинством 5 и 10 тысяч рублей пришлось проектировать заново: в 1917 году знаки таких крупных номиналов не разрабатывались. Поэтому они сильно отличаются стилистически от всех остальных.
Расчётные знаки образца 1919 года выпускались номиналом 1, 2, 3, 15, 30, 60, 100, 250, 500, 1000, 5 000, 10 000. Их печатали разные типографии, купюры многих мелких номиналов имели различную окраску, оформление и водяные знаки. На этих расчётных знаках впервые был изображён герб РСФСР.
Расчётные знаки образца 1921 года в целях экономии имели более простое исполнение. Они имели номинал: 3, 5, 50, 100, 250, 500, 1000, 5 000, 10 000, 25 000, 50 000, 100 000 рублей. Банкноты имели одинаковое исполнение и цвет (за исключением купюры в 100 рублей выпускавшейся в жёлтом и оранжевом варианте), но различные водяные знаки. Купюры различных номиналов отличались также размером.
Денежные знаки образца 1922 года имели в связи с деноминацией номиналы скромнее: 1, 3, 5, 10, 25, 50, 100, 250, 500, 1000, 5 000, 10 000 рублей. Во втором выпуске денежных знаков образца 1922 года, купюры номиналом 1, 3, 5, 10, 25, 50 в целях экономии были сделаны значительно меньше.
Среди денежных знаков РСФСР образца 1923 года впервые появился знак номиналом меньше рубля — 50 копеек. Более крупные купюры имели два выпуска. В первый выпуск входили купюры номиналом 1, 5, 10, 25, 50, 100, 250 рублей (купюры одного номинала имели до 10 различных вариантов подписи). Банкноты второго выпуска отличались обратной стороной купюры и увеличившимся номиналом: 1, 5, 10, 25, 50, 100, 500, 1000, 5 000, 10 000 рублей. Купюры одного номинала могли отличаться не только подписями, но и водяными знаками. Купюра РСФСР достоинством в 10 000 рублей в обращение не выпускалась, поэтому является очень редкой и ценной для бонистов.
В том же 1923 году появились денежные знаки СССР номиналом 10 000, 15 000, 25 000 рублей.

## Непризнание совзнаков белыми

### Вооружённые силы Юга России(1918—1920)
Наши войска производили захват военнопленных, советских штабов и различных учреждений, насыщивались этими деньгами и также были недовольны их непризнанием.
Особое совещание считало недопустимым признавать эти деньги хотя бы и временно. (Исключение из этого правила, в смысле временного признания советских денег, насколько помню, было допущено только для района Северного Кавказа.) При временном их признании, то есть назначении срока на обмен их на денежные знаки, имеющие хождение на территории, освобождённой от большевиков, у нас не хватило бы денег для производства этой операции.
Свободное же допущение в обращение советских денег давало бы в руки Советского Правительства слишком могучее орудие для борьбы с нами.
Генерал Деникин, при объезде фронта, прислал мне из Харькова (23 июня/6 июля 1919 года) телеграмму, в которой, между прочим, указывая, что распоряжение о непризнании советских, в частности пятаковских, денег, возбуждает население, в которое выпущено их около миллиарда, сообщает, что генерал Май-Маевский это распоряжение приостановил, и просил дать объяснение.
В ответ на телеграмму я послал (24 июня/7 июля) Главнокомандующему следующий ответ:
«Вопрос о советских деньгах, в частности пятаковских, подробно обсуждался Особым совещанием с практической и научной точек зрения. Единогласно признано, что если допустить и признать эти деньги, то мы оставляем страшное орудие в руках советской власти и ведем Россию к верному банкротству.
Ведь при дальнейшем продвижении мы встретим ещё большее количество миллиардов этих денег. То, что население, имеющее конечно и романовские, и керенки, и украинские, выбрасывает на рынок именно советские, прежде всего, указывает на то, что оно само осознаёт непрочность этих денег.
Конечно, и у войск советских денег оказалось много. Характерен один из мотивов Май-Маевскаго, что на армию жертвуется много этих денег. Конечно, эта операция (то-есть непризнание) болезненная, но Особое Совещание и Управляющей финансами другого выхода не видели.
Постановлено предложить все советские деньги сдавать на текущий счет, объявив населению, что пока их судьба не решается; но выдавать можно каждому, независимо от принесенной суммы, не более пятисот рублей признаваемыми знаками с отметкой на виде на жительство. (Эту уступку, то есть незначительный размен, признано было необходимым сделать, так как действительно городское население, а особенно рабочее, при полном непризнании советских денег ставилось в очень тяжелое положение.)
Единственное, что возможно — это несколько увеличить выдачу, но вряд ли допустимо эти деньги признавать».
Генерал Деникин согласился с этим объяснением, и им были преподаны соответствующие указания.
Но эта мера, особенно среди рабочих, вызвала большое неудовольствие против «белой армии».
— Генерал А. С. Лукомский, Архив русской революции Гессена, Берлин, 1921

## В Закавказье
Совзнаки использовались на территории Грузии, где их обменивали на грузинские рубли (в ноябре 1922 года 100 рублей обменивались на 1,25 грузинских рублей).

## Расчётные знаки РСФСР

### Серия 1919 года
| Серия 1919 года                                 | Серия 1919 года   | Серия 1919 года  | Серия 1919 года | Серия 1919 года   | Серия 1919 года                                                                                                | Серия 1919 года | Серия 1919 года   | Серия 1919 года | Серия 1919 года | Серия 1919 года |
| Изображение                                     | Изображение       | Номинал (рублей) | Размеры (мм)    | Основные цвета    | Описание | Описание | Описание          | Даты            | Даты            | Даты            |
| Лицевая сторона                                 | Оборотная сторона | Номинал (рублей) | Размеры (мм)    | Основные цвета    | Лицевая сторона                                                                                                | Оборотная сторона | Водяной знак      | введения        | печати          | изъятия         |
| ----------------------------------------------- | ----------------- | ---------------- | --------------- | ----------------- | --- | --- | ----------------- | --------------- | --------------- | --------------- |
|                                                 |                   | 1                | 33×43           | оранжевый         | герб РСФСР, номинал цифрами и прописью, пояснительная надпись                                                  | номинал | квадраты          | 4 февраля 1919  | 1919            | 1 ноября 1922   |
|                                                 |                   | 2                | 33×43           | коричневый        | герб РСФСР, номинал цифрами и прописью, пояснительная надпись                                                  | номинал | квадраты          | 4 февраля 1919  | 1919            | 1 ноября 1922   |
|                                                 |                   | 3                | 33×43           | зелёный           | герб РСФСР, номинал цифрами и прописью, пояснительная надпись                                                  | номинал | квадраты          | 4 февраля 1919  | 1919            | 1 ноября 1922   |
|                                                 |                   | 15               | 71×44           | коричневый серый  | номинал цифрами и прописью, подписи Главкома Народного банка и кассира, пояснительная надпись                  | номинал, герб РСФСР, пояснительная надпись | 6-конечные звёзды | 21 октября 1919 | 1919            | 1 ноября 1922   |
|                                                 |                   | 30               | 80×50           | светло-зелёный    | номинал цифрами и прописью, подписи Главкома Народного банка и кассира, пояснительная надпись                  | номинал, герб РСФСР, пояснительная надпись | 6-конечные звёзды | 21 октября 1919 | 1919            | 1 ноября 1922   |
|                                                 |                   | 60               | 89×56           | серый лиловый     | номинал цифрами и прописью, подписи Главкома Народного банка и кассира, пояснительная надпись                  | номинал, герб РСФСР, пояснительная надпись | 6-конечные звёзды | 21 октября 1919 | 1919            | 1 ноября 1922   |
|                                                 |                   | 100              | 100×63          | коричневый        | номинал цифрами и прописью, подписи Народного комиссара финансов и кассира, пояснительная надпись, год выпуска | номинал, герб РСФСР, девиз «Пролетарии всех стран, соединяйтесь!» на русском, немецком, французском, английском, итальянском, китайском и арабском языках |                   | 4 марта 1920    | 1919            | 1 ноября 1922   |
|                                                 |                   | 250              | 105×70          | фиолетовый чёрный | номинал цифрами и прописью, подписи Народного комиссара финансов и кассира, пояснительная надпись, год выпуска | номинал, герб РСФСР, девиз «Пролетарии всех стран, соединяйтесь!» на русском, немецком, французском, английском, итальянском, китайском и арабском языках |                   | 4 марта 1920    | 1919            | 1 ноября 1922   |
|                                                 |                   | 500              | 110×75          | серый чёрный      | номинал цифрами и прописью, подписи Народного комиссара финансов и кассира, пояснительная надпись, год выпуска | номинал, герб РСФСР, девиз «Пролетарии всех стран, соединяйтесь!» на русском, немецком, французском, английском, итальянском, китайском и арабском языках |                   | 4 марта 1920    | 1919            | 1 ноября 1922   |
|                                                 |                   | 1000             | 115×80          | зелёный розовый   | номинал цифрами и прописью, подписи Народного комиссара финансов и кассира, пояснительная надпись, год выпуска | номинал, герб РСФСР, девиз «Пролетарии всех стран, соединяйтесь!» на русском, немецком, французском, английском, итальянском, китайском и арабском языках |                   | 4 марта 1920    | 1919            | 1 ноября 1922   |
|                                                 |                   | 5000             | 163×120         | тёмно-синий       | номинал цифрами и прописью, подписи Народного комиссара финансов и кассира, пояснительная надпись, год выпуска | номинал, герб РСФСР, девиз «Пролетарии всех стран, соединяйтесь!» на русском, немецком, французском, английском, итальянском, китайском и арабском языках |                   | 4 марта 1920    | 1919            | 1 ноября 1922   |
|                                                 |                   | 10 000           | 175×125         | красный           | номинал цифрами и прописью, подписи Народного комиссара финансов и кассира, пояснительная надпись, год выпуска | номинал, герб РСФСР, девиз «Пролетарии всех стран, соединяйтесь!» на русском, немецком, французском, английском, итальянском, китайском и арабском языках |                   | 4 марта 1920    | 1919            | 1 ноября 1922   |
| Масштаб изображений — 1,0 пикселя на миллиметр. |                   |                  |                 |                   | | |                   |                 |                 |                 |

### Серия 1921 года
| Серия 1921 года                                 | Серия 1921 года   | Серия 1921 года  | Серия 1921 года | Серия 1921 года | Серия 1921 года | Серия 1921 года | Серия 1921 года | Серия 1921 года | Серия 1921 года | Серия 1921 года |
| Изображение                                     | Изображение       | Номинал (рублей) | Размер (мм)     | Основные цвета  | Описание | Описание | Описание        | Даты            | Даты            | Даты            |
| Лицевая сторона                                 | Оборотная сторона | Номинал (рублей) | Размер (мм)     | Основные цвета  | Лицевая сторона | Оборотная сторона | Водяной знак    | введения        | печати          | изъятия         |
| ----------------------------------------------- | ----------------- | ---------------- | --------------- | --------------- | --- | --- | --------------- | --------------- | --------------- | --------------- |
|                                                 |                   | 3                | 34×43           | зелёный         | герб РСФСР, номинал цифрами и прописью, пояснительная надпись                                                             | номинал |                 | 26 ноября 1920  | 1921            | 1 ноября 1922   |
|                                                 |                   | 5                | 34×43           | синий           | герб РСФСР, номинал цифрами и прописью, пояснительная надпись                                                             | номинал |                 | 26 ноября 1920  | 1921            | 1 ноября 1922   |
|                                                 |                   | 50               | 50×37           | коричневый      | герб РСФСР, номинал цифрами и прописью, пояснительная надпись                                                             | номинал |                 | 26 ноября 1920  | 1921            | 1 ноября 1922   |
|                                                 |                   | 100              | 80×44           | жёлтый          | герб РСФСР, номинал цифрами и прописью, пояснительная надпись, год выпуска                                                | орнамент |                 | 16 июня 1921    | 1921            | 1 ноября 1922   |
|                                                 |                   | 100              | 80×44           | лимонно-жёлтый  | герб РСФСР, номинал цифрами и прописью, пояснительная надпись, год выпуска                                                | орнамент |                 | 16 июня 1921    | 1921            | 1 ноября 1922   |
|                                                 |                   | 250              | 80×44           | зелёный         | герб РСФСР, номинал цифрами и прописью, пояснительная надпись, год выпуска                                                | орнамент |                 | 16 июня 1921    | 1921            | 1 ноября 1922   |
|                                                 |                   | 500              | 80×44           | синий           | герб РСФСР, номинал цифрами и прописью, пояснительная надпись, год выпуска                                                | орнамент |                 | 16 июня 1921    | 1921            | 1 ноября 1922   |
|                                                 |                   | 1000             | 80×44           | красный         | герб РСФСР, номинал цифрами и прописью, пояснительная надпись, год выпуска                                                | орнамент |                 | 16 июня 1921    | 1921            | 1 ноября 1922   |
|                                                 |                   | 5000             | 112×77          | тёмно-синий     | номинал цифрами и прописью, подписи Народного комиссара финансов и кассира, пояснительная надпись, год выпуска            | номинал, герб РСФСР, девиз «Пролетарии всех стран, соединяйтесь!» на русском, немецком, французском, английском, итальянском, китайском и арабском языках |                 | 16 июня 1921    | 1921            | 1 ноября 1922   |
|                                                 |                   | 10 000           | 118×82          | красный         | номинал цифрами и прописью, подписи Народного комиссара финансов и кассира, пояснительная надпись, год выпуска            | номинал, герб РСФСР, девиз «Пролетарии всех стран, соединяйтесь!» на русском, немецком, французском, английском, итальянском, китайском и арабском языках |                 | 16 июня 1921    | 1921            | 1 ноября 1922   |
|                                                 |                   | 25 000           | 163×88          | лиловый         | номинал цифрами и прописью, подписи Народного комиссара финансов и кассира, пояснительная надпись, год выпуска            | номинал |                 | 30 июля 1921    | 1921            | 1 ноября 1922   |
|                                                 |                   | 50 000           | 163×88          | серо-зелёный    | номинал прописью, герб РСФСР, подписи Народного комиссара финансов и кассира, пояснительная надпись, год выпуска          | номинал |                 | 30 июля 1921    | 1921            | 31 января 1923  |
|                                                 |                   | 100 000          | 163×88          | красный         | номинал числом и прописью, герб РСФСР, подписи Народного комиссара финансов и кассира, пояснительная надпись, год выпуска | номинал |                 | 30 июля 1921    | 1921            | 31 января 1923  |
| Масштаб изображений — 1,0 пикселя на миллиметр. |                   |                  |                 |                 | | |                 |                 |                 |                 |

## Государственные денежные знаки РСФСР

### Серия 1922 года
| Денежные знаки образца 1922 года                | Денежные знаки образца 1922 года | Денежные знаки образца 1922 года | Денежные знаки образца 1922 года | Денежные знаки образца 1922 года | Денежные знаки образца 1922 года                                                                   | Денежные знаки образца 1922 года            | Денежные знаки образца 1922 года | Денежные знаки образца 1922 года | Денежные знаки образца 1922 года | Денежные знаки образца 1922 года |
| Изображение                                     | Изображение                      | Номинал (рублей)                 | Размеры (мм)                     | Основные цвета                   | Описание                                                                                           | Описание                                    | Описание                         | Даты                             | Даты                             | Даты                             |
| Лицевая сторона                                 | Оборотная сторона                | Номинал (рублей)                 | Размеры (мм)                     | Основные цвета                   | Лицевая сторона                                                                                    | Оборотная сторона                           | Водяной знак                     | введения                         | печати                           | изъятия                          |
| ----------------------------------------------- | -------------------------------- | -------------------------------- | -------------------------------- | -------------------------------- | -------------------------------------------------------------------------------------------------- | ------------------------------------------- | -------------------------------- | -------------------------------- | -------------------------------- | -------------------------------- |
|                                                 |                                  | 1                                | 137×67                           | оранжевый                        | номинал числом и прописью, герб РСФСР, подписи Народного комиссара финансов и кассира, год выпуска | пояснительная надпись, номинал              | 6-конечные звёзды                | 3 октября 1921                   | 1922                             | 1 ноября 1923                    |
|                                                 |                                  | 3                                | 140×71                           | тёмно-зелёный                    | номинал числом и прописью, герб РСФСР, подписи Народного комиссара финансов и кассира              | пояснительная надпись, номинал, год выпуска | 6-конечные звёзды                | 3 октября 1921                   | 1922                             | 1 ноября 1923                    |
|                                                 |                                  | 5                                | 151×76                           | синий                            | номинал числом и прописью, герб РСФСР, подписи Народного комиссара финансов и кассира              | пояснительная надпись, номинал, год выпуска | 6-конечные звёзды                | 3 октября 1921                   | 1922                             | 1 ноября 1923                    |
|                                                 |                                  | 10                               | 157×80                           | красный                          | номинал числом и прописью, герб РСФСР, подписи Народного комиссара финансов и кассира              | пояснительная надпись, номинал, год выпуска | 6-конечные звёзды                | 3 октября 1921                   | 1922                             | 1 ноября 1923                    |
|                                                 |                                  | 25                               | 134×85                           | фиолетовый                       | номинал числом и прописью, герб РСФСР, подписи Народного комиссара финансов и кассира              | пояснительная надпись, номинал, год выпуска | 6-конечные звёзды                | 3 октября 1921                   | 1922                             | 1 ноября 1923                    |
|                                                 |                                  | 50                               | 138×91                           | синий                            | номинал числом и прописью, герб РСФСР, подписи Народного комиссара финансов и кассира              | пояснительная надпись, номинал, год выпуска | 6-конечные звёзды                | 3 октября 1921                   | 1922                             | 1 ноября 1923                    |
|                                                 |                                  | 100                              | 144×95                           | красный                          | номинал числом и прописью, герб РСФСР, подписи Народного комиссара финансов и кассира              | пояснительная надпись, номинал, год выпуска | 6-конечные звёзды                | 3 октября 1921                   | 1922                             | 1 ноября 1923                    |
|                                                 |                                  | 250                              | 148×99                           | серо-зелёный                     | номинал числом и прописью, герб РСФСР, подписи Народного комиссара финансов и кассира              | пояснительная надпись, номинал, год выпуска | 6-конечные звёзды                | 3 октября 1921                   | 1922                             | 1 ноября 1923                    |
|                                                 |                                  | 500                              | 197×110                          | оливковый сине-зелёный           | номинал числом и прописью, герб РСФСР, подписи Народного комиссара финансов и кассира              | пояснительная надпись, номинал, год выпуска | 6-конечные звёзды                | 3 октября 1921                   | 1922                             | 1 ноября 1923                    |
|                                                 |                                  | 1000                             | 197×110                          | розовый голубой коричневый       | номинал числом и прописью, герб РСФСР, подписи Народного комиссара финансов и кассира              | пояснительная надпись, номинал, год выпуска | 6-конечные звёзды                | 3 октября 1921                   | 1922                             | 1 ноября 1923                    |
|                                                 |                                  | 5000                             | 210×130                          | сине-серый розовый               | номинал числом и прописью, герб РСФСР, подписи Народного комиссара финансов и кассира              | пояснительная надпись, номинал, год выпуска | 6-конечные звёзды                | 12 июня 1922                     | 1922                             | 1 ноября 1923                    |
|                                                 |                                  | 10 000                           | 210×130                          | красный тёмно-зелёный            | номинал числом и прописью, герб РСФСР, подписи Народного комиссара финансов и кассира              | пояснительная надпись, номинал, год выпуска | 6-конечные звёзды                | 12 июня 1922                     | 1922                             | 1 ноября 1923                    |
| Масштаб изображений — 1,0 пикселя на миллиметр. |                                  |                                  |                                  |                                  | |                                             |                                  |                                  |                                  |                                  |

### Серия 1922 года (2 выпуск)
| Денежные знаки образца 1922 года (типа гербовой марки) | Денежные знаки образца 1922 года (типа гербовой марки) | Денежные знаки образца 1922 года (типа гербовой марки) | Денежные знаки образца 1922 года (типа гербовой марки) | Денежные знаки образца 1922 года (типа гербовой марки) | Денежные знаки образца 1922 года (типа гербовой марки)  | Денежные знаки образца 1922 года (типа гербовой марки) | Денежные знаки образца 1922 года (типа гербовой марки) | Денежные знаки образца 1922 года (типа гербовой марки) | Денежные знаки образца 1922 года (типа гербовой марки) | Денежные знаки образца 1922 года (типа гербовой марки) |
| Изображение                                            | Изображение                                            | Номинал (рублей)                                       | Размеры (мм)                                           | Основные цвета                                         | Описание                                                | Описание                                               | Описание                                               | Даты                                                   | Даты                                                   | Даты                                                   |
| Лицевая сторона                                        | Оборотная сторона                                      | Номинал (рублей)                                       | Размеры (мм)                                           | Основные цвета                                         | Лицевая сторона                                         | Оборотная сторона                                      | Водяной знак                                           | введения                                               | печати                                                 | изъятия                                                |
| ------------------------------------------------------ | ------------------------------------------------------ | ------------------------------------------------------ | ------------------------------------------------------ | ------------------------------------------------------ | ------------------------------------------------------- | ------------------------------------------------------ | ------------------------------------------------------ | ------------------------------------------------------ | ------------------------------------------------------ | ------------------------------------------------------ |
|                                                        |                                                        | 1                                                      | 30×58                                                  | оранжевый коричневый                                   | номинал, герб РСФСР, пояснительная надпись, год выпуска | орнамент                                               | мозаика                                                | 5 декабря 1922                                         | 1922                                                   | 1 ноября 1923                                          |
|                                                        |                                                        | 3                                                      | 30×58                                                  | зелёный                                                | номинал, герб РСФСР, пояснительная надпись, год выпуска | орнамент                                               | мозаика                                                | 5 декабря 1922                                         | 1922                                                   | 1 ноября 1923                                          |
|                                                        |                                                        | 5                                                      | 30×58                                                  | синий                                                  | номинал, герб РСФСР, пояснительная надпись, год выпуска | орнамент                                               | мозаика                                                | 5 декабря 1922                                         | 1922                                                   | 1 ноября 1923                                          |
|                                                        |                                                        | 10                                                     | 30×58                                                  | красный                                                | номинал, герб РСФСР, пояснительная надпись, год выпуска | орнамент                                               | мозаика                                                | 5 декабря 1922                                         | 1922                                                   | 1 ноября 1923                                          |
|                                                        |                                                        | 25                                                     | 30×58                                                  | фиолетовый                                             | номинал, герб РСФСР, пояснительная надпись, год выпуска | орнамент                                               | мозаика                                                | 5 декабря 1922                                         | 1922                                                   | 1 ноября 1923                                          |
|                                                        |                                                        | 50                                                     | 30×58                                                  | зелёный чёрный                                         | номинал, герб РСФСР, пояснительная надпись, год выпуска | орнамент                                               | мозаика                                                | 5 декабря 1922                                         | 1922                                                   | 1 ноября 1923                                          |
| Масштаб изображений — 1,0 пикселя на миллиметр.        |                                                        |                                                        |                                                        |                                                        |                                                         |                                                        |                                                        |                                                        |                                                        |                                                        |

### Серия 1923 года
| Денежные знаки образца 1923 года                | Денежные знаки образца 1923 года | Денежные знаки образца 1923 года | Денежные знаки образца 1923 года | Денежные знаки образца 1923 года | Денежные знаки образца 1923 года                                                                                          | Денежные знаки образца 1923 года           | Денежные знаки образца 1923 года | Денежные знаки образца 1923 года | Денежные знаки образца 1923 года | Денежные знаки образца 1923 года |
| Изображение                                     | Изображение                      | Номинал (рублей)                 | Размеры (мм)                     | Основные цвета                   | Описание | Описание                                   | Описание                         | Даты                             | Даты                             | Даты                             |
| Лицевая сторона                                 | Оборотная сторона                | Номинал (рублей)                 | Размеры (мм)                     | Основные цвета                   | Лицевая сторона | Оборотная сторона                          | Водяной знак                     | введения                         | печати                           | изъятия                          |
| ----------------------------------------------- | -------------------------------- | -------------------------------- | -------------------------------- | -------------------------------- | --- | ------------------------------------------ | -------------------------------- | -------------------------------- | -------------------------------- | -------------------------------- |
|                                                 |                                  | 50 копеек                        | ⌀ 36                             | синий                            | номинал, год выпуска | герб РСФСР, пояснительная надпись, номинал | мозаика                          | 24 октября 1922                  | 1923                             | 31 мая 1924                      |
|                                                 |                                  | 1 рубль                          | 110×66                           | коричневый                       | номинал числом и прописью, герб РСФСР, подписи Народного комиссара финансов и кассира, пояснительная надпись, год выпуска | пояснительная надпись, номинал             | квадраты                         | 24 октября 1922                  | 1923                             | 31 мая 1924                      |
|                                                 | март 1923                        | 1 рубль                          | 110×66                           | коричневый                       | номинал числом и прописью, герб РСФСР, подписи Народного комиссара финансов и кассира, пояснительная надпись, год выпуска | пояснительная надпись, номинал             | квадраты                         |                                  | 1923                             | 31 мая 1924                      |
|                                                 |                                  | 5 рублей                         | 120×75                           | зелёный                          | номинал числом и прописью, герб РСФСР, подписи Народного комиссара финансов и кассира, пояснительная надпись, год выпуска | пояснительная надпись, номинал             | квадраты                         | 24 октября 1922                  | 1923                             | 31 мая 1924                      |
|                                                 | март 1923                        | 5 рублей                         | 120×75                           | зелёный                          | номинал числом и прописью, герб РСФСР, подписи Народного комиссара финансов и кассира, пояснительная надпись, год выпуска | пояснительная надпись, номинал             | квадраты                         |                                  | 1923                             | 31 мая 1924                      |
|                                                 |                                  | 10 рублей                        | 129×80                           | чёрный коричневый                | номинал числом и прописью, герб РСФСР, подписи Народного комиссара финансов и кассира, пояснительная надпись, год выпуска | пояснительная надпись, номинал             | квадраты                         | 24 октября 1922                  | 1923                             | 31 мая 1924                      |
|                                                 | март 1923                        | 10 рублей                        | 129×80                           | чёрный коричневый                | номинал числом и прописью, герб РСФСР, подписи Народного комиссара финансов и кассира, пояснительная надпись, год выпуска | пояснительная надпись, номинал             | квадраты                         |                                  | 1923                             | 31 мая 1924                      |
|                                                 |                                  | 25 рублей                        | 134×85                           | синий                            | номинал числом и прописью, герб РСФСР, подписи Народного комиссара финансов и кассира, пояснительная надпись, год выпуска | пояснительная надпись, номинал             | квадраты                         | 24 октября 1922                  | 1923                             | 31 мая 1924                      |
|                                                 | март 1923                        | 25 рублей                        | 134×85                           | синий                            | номинал числом и прописью, герб РСФСР, подписи Народного комиссара финансов и кассира, пояснительная надпись, год выпуска | пояснительная надпись, номинал             | квадраты                         |                                  | 1923                             | 31 мая 1924                      |
|                                                 |                                  | 50 рублей                        | 136×89                           | оливковый                        | номинал числом и прописью, герб РСФСР, подписи Народного комиссара финансов и кассира, пояснительная надпись, год выпуска | пояснительная надпись, номинал             | квадраты                         | 24 октября 1922                  | 1923                             | 31 мая 1924                      |
|                                                 | март 1923                        | 50 рублей                        | 136×89                           | оливковый                        | номинал числом и прописью, герб РСФСР, подписи Народного комиссара финансов и кассира, пояснительная надпись, год выпуска | пояснительная надпись, номинал             | квадраты                         |                                  | 1923                             | 31 мая 1924                      |
|                                                 |                                  | 100 рублей                       | 143×97                           | фиолетовый розовый               | номинал числом и прописью, герб РСФСР, подписи Народного комиссара финансов и кассира, пояснительная надпись, год выпуска | пояснительная надпись, номинал             | квадраты                         | 24 октября 1922                  | 1923                             | 31 мая 1924                      |
|                                                 | март< 1923                       | 100 рублей                       | 143×97                           | фиолетовый розовый               | номинал числом и прописью, герб РСФСР, подписи Народного комиссара финансов и кассира, пояснительная надпись, год выпуска | пояснительная надпись, номинал             | квадраты                         |                                  | 1923                             | 31 мая 1924                      |
|                                                 |                                  | 250 рублей                       | 149×100                          | синий голубой                    | номинал числом и прописью, герб РСФСР, подписи Народного комиссара финансов и кассира, пояснительная надпись, год выпуска | пояснительная надпись, номинал             | квадраты                         | 9 февраля 1923                   | 1923                             | 31 мая 1924                      |
|                                                 |                                  | 500 рублей                       | 155×106                          | коричневый                       | номинал числом и прописью, герб РСФСР, подписи Народного комиссара финансов и кассира, пояснительная надпись, год выпуска | пояснительная надпись, номинал             | квадраты                         | 9 февраля 1923                   | 1923                             | 31 мая 1924                      |
|                                                 |                                  | 1000 рублей                      | 155×106                          | красный                          | номинал числом и прописью, герб РСФСР, подписи Народного комиссара финансов и кассира, пояснительная надпись, год выпуска | пояснительная надпись, номинал             | квадраты                         | 9 февраля 1923                   | 1923                             | 31 мая 1924                      |
|                                                 |                                  | 5000 рублей                      | 196×106                          | тёмно-зелёный розовый            | номинал числом и прописью, герб РСФСР, подписи Народного комиссара финансов и кассира, пояснительная надпись, год выпуска | пояснительная надпись, номинал             | квадраты                         | 29 сентября 1923                 | 1923                             | 31 мая 1924                      |
| Масштаб изображений — 1,0 пикселя на миллиметр. |                                  |                                  |                                  |                                  | |                                            |                                  |                                  |                                  |                                  |

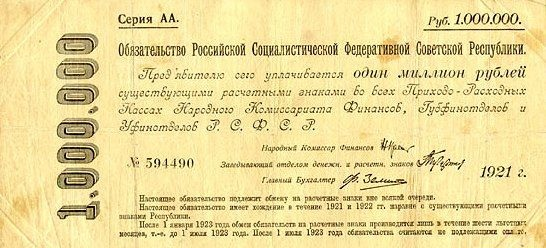
Обязательство 1 000 000 рублей
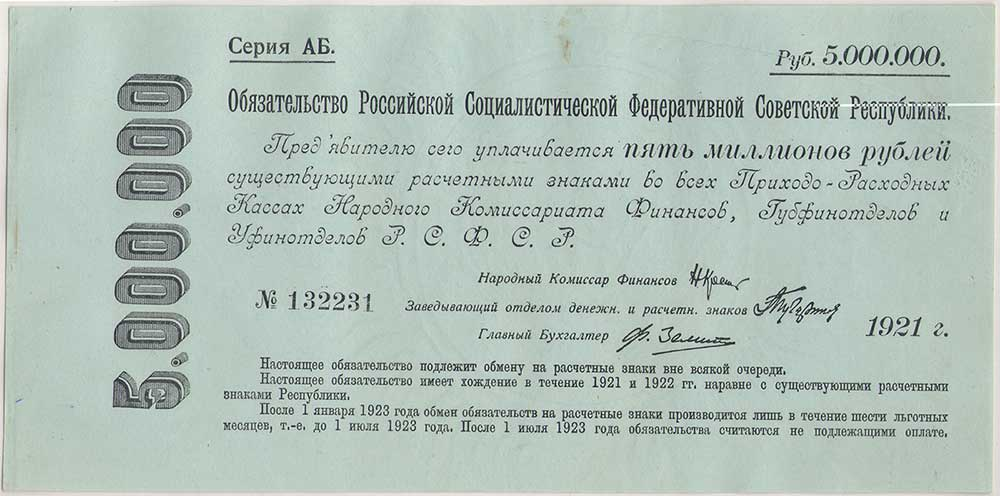
Обязательство 5 000 000 рублей
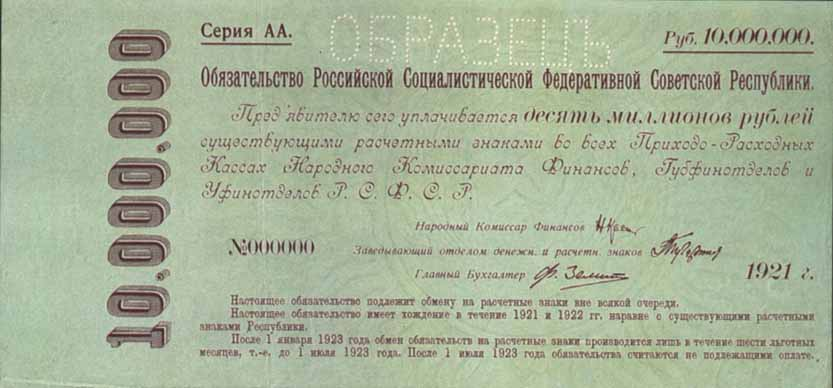
Обязательство 10 000 000 рублей
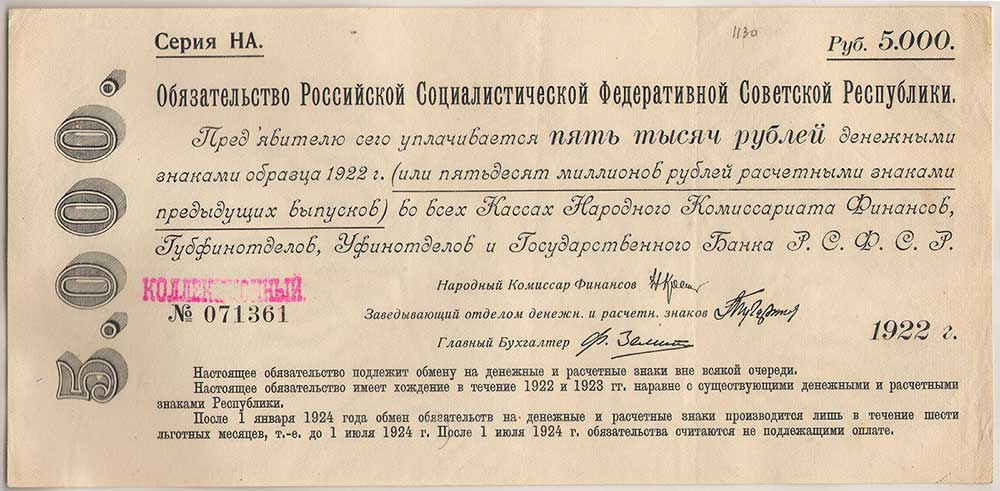
Обязательство 5000 рублей
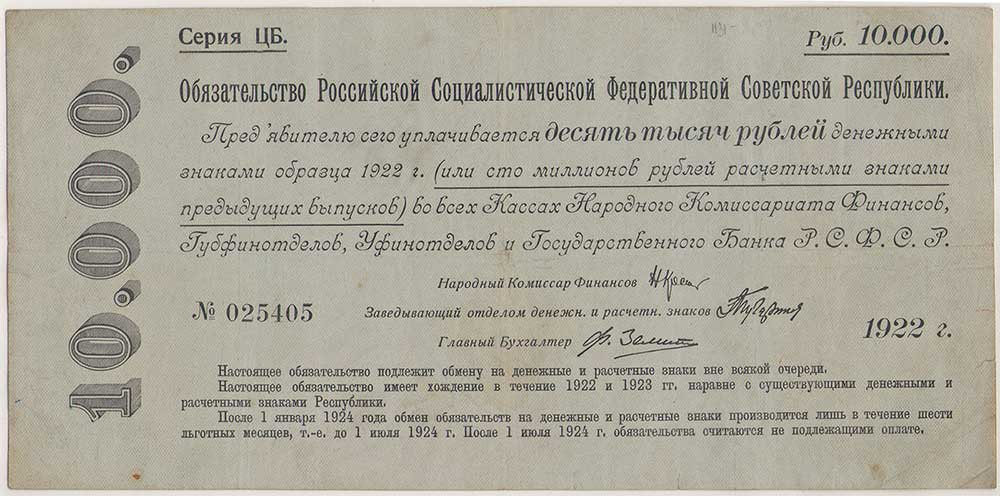
Обязательство 10 000 рублей
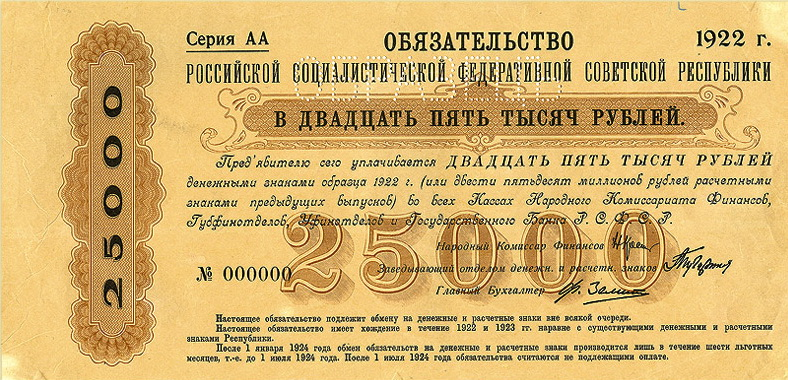
Обязательство 25 000 рублей

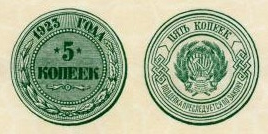
5 копеек (в обращении не находились)
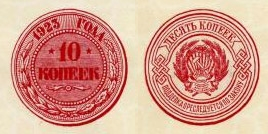
10 копеек (в обращении не находились)
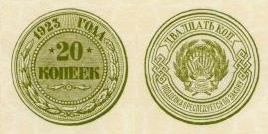
20 копеек (в обращении не находились)